# Johann Michael Vogl
Johann Michael Vogl, né le 10 août 1768 à Ennsdorf, mort le 19 novembre 1840 à Vienne, est un baryton et chanteur autrichien. Bien que célèbre à son époque, il est aujourd'hui principalement mentionné pour ses relations professionnelles et amicales avec le compositeur Franz Schubert.

## Biographie
Orphelin, il fut repéré pour sa voix par un chef de chœur local, qui lui enseigna les rudiments de la musique et du chant. Il fit ses études au lycée de Kremsmünster, où il étudia les langues et la philosophie, non sans participer à de nombreux concerts dirigés par Franz Xaver Süßmayr. À 18 ans, il se rendit à Vienne pour faire des études de droit. Il débuta en 1795 à la Hofoper de Vienne, et se fit rapidement connaître pour ses talents d'acteur et la beauté de sa voix.
En 1813, Schubert, assistant à une représentation de Iphigénie en Tauride de Gluck dans laquelle Vogl chantait le rôle d'Oreste, fut vivement impressionné par le chanteur, et décida d'écrire pour lui. On raconte que, l'année suivante, Schubert, âgé de 17 ans, vendit ses livres de classe pour entendre Vogl chanter Don Pizarro à la première représentation de la version finale de Fidelio de Beethoven.
Les deux hommes finirent par se rencontrer en 1817, et de leur admiration mutuelle naquit une grande partie des 600 lieder qu'a composés Schubert, écrite à l'intention du chanteur, et notamment le fameux Erlkönig (Le Roi des aulnes), que Vogl interpréta triomphalement pour la première fois le 7 mars 1821.
Rarement dans l'histoire de la musique on a vu une relation si productive entre un compositeur et un interprète. Vogl continua de chanter la musique de Schubert après la mort du compositeur (en 1828). Il mourut peu après avoir interprété l'intégrale du Winterreise.